# Либаний
Либа́ний, Лива́ний (греч. Λιβάνιος, 314 — около 393 гг.) — крупнейший позднеантичный ритор, представитель младшей софистики, один из учителей Иоанна Златоуста, схоларх (руководитель риторической школы) в Антиохии.

## Биография
Либаний происходил из семьи среднего достатка; его отец был либо средней руки купцом, либо служащим городского управления. Родившись в Антиохии в 314 г., Либаний изучал риторику сначала на родине у Зенобия, затем в Афинах у Диофанта в 336—340 гг., преподавал с интервалами в Константинополе (в столице имел успех, но из-за интриг и зависти коллег уехал); с 344 г. работал в Никомедии. Вернулся в Антиохию в первый раз в 353 г., и, наконец, поселился в своём родном городе, где он стал официальным софистом города на общественном жаловании, и состоял в этой должности около 40 лет, с 354 до 393 гг.
Император Юлиан Отступник высоко ценил Либания и дал ему сан квестора. Когда он был убит, Либаний в страстной монодии выразил свою скорбь по поводу гибели надежд, которые он возлагал на безвременно погибшего императора. Ему удалось, однако, добиться влияния и у императоров Валента и Феодосия.
Либаний рано потерял отца, воспитывался матерью и впоследствии никогда не женился, предпочтя семье труд ритора и схоларха. От служанки, сопровождавшей его всю жизнь, он имел сына Кимона и возлагал большие надежды на его карьеру, но сын рано умер. Либаний никогда не упоминал спутницу жизни в своих сочинениях, пока она была жива (Epp. 959.2 и 1063.5, Or. 1.278).
В 334 г. Либаний пострадал от удара молнии, после чего всю жизнь мучился периодическими внезапными тяжёлыми головными болями и обмороками. Этот эпизод, несомненно, можно было рассматривать как избранничество богов, если бы не боль, которую причиняли его последствия.
В 383/384 г. Либаний был удостоен титула почётного префекта претория, что уравнивало его с высшей знатью империи и давало право на участие в императорском консистории, однако в Антиохии высшие круги муниципальной знати недолюбливали Либания, и он часто конфликтовал с её представителями.
Либаний умер в почтенном возрасте, находясь на пике интенсивности своего творчества и профессиональной деятельности, устав от борьбы с врагами и болезней, во многом разочарованный жизнью и её итогами.

## Личность и творчество
Либаний получил прекрасное образование греческого образца, с детства изучил аттических ораторов, особенно Демосфена, был начитан и в классических поэтах и философах, писал прекрасным греческим языком, риторически украшенным, но без пустых фраз. Римский дух был ему противен; желавшим учиться он никогда не советовал идти в Рим; латинский язык был ему практически незнаком. Современники называли его «малым Демосфеном».
Чуждый христианству, он не колебался в своей привязанности к древним богам. Поэтому император Юлиан и был его идеалом; его глубоко огорчало, что многие из его учеников, в том числе Иоанн Златоуст, обратились в христианство. Рассказывали, что, близкий к смерти, он на вопрос, кому поручает свою школу, отвечал: «Златоусту, если бы его не похитили христиане».
Характеристики личности Либания зачастую тенденциозны. Так, Евнапий принижал оценку Либания в пользу афинского ритора Проэресия. Тем не менее, в целом возникает образ колоссального труженика (даже трудоголика), для которого работа и творчество занимали всё место в жизни. Эмоционально Либаний был тонок, чувствителен, раним. Его в огромной степени занимали отношения с учениками, их родителями, своими ассистентами и коллегами. Это был его мир («сеть» контактов), поглощавший его интересы почти полностью. Либаний не был затворником, его уровень как ритора и схоларха заставлял его общаться с императорами и знатью столицы, провинций, городов. Его часто сопоставляют с Фемистием и Гимерием, ставя выше них. Но подлинный дом он находил в своей школе и в своих занятиях.
Либаний обладал прекрасной памятью и великолепным голосом; читаемые им речи были настоящим зрелищем и искусством. Вместе с тем, Либаний производит впечатление очень образованного, но не очень оборотистого человека — он не выстраивал карьеры, а полагал, что его талант и искусство автоматически обеспечат ему успех. На этом он и ошибся в Афинах, где не смог утвердиться в ведущей школе риторики, проиграв Проэресию. Однако, потерпев это поражение, он создал мир вокруг себя таким, какой он хотел, в Антиохии.
Характер Либания ярко отражен во многих письмах: немало людей, желая использовать его близость к Юлиану, обращалось к нему с просьбами о рекомендации и помощи, и он, по своему природному добродушию, охотно уступал их просьбам (таких писем особенно много в первый период его переписки). Напротив, в письмах к своим коллегам-риторам нередко отражается свойственная Либанию склонность к самовосхвалению и самоутверждению; ему часто не хватало похвал и публичного признания своего лидерства в риторике империи.

## Школа
Риторическая школа Либания в Антиохии — одна из крупнейших школ ранневизантийского Востока 2-й пол. IV в. Сам тип обучения в позднеантичных риторических школах следовал классической традиции — это была группа учеников вокруг Учителя — харизматического лидера школы. При этом круг преподавателей пополнялся за счет заканчивавших обучение «студентов». Особенно широко такие школы распространились на Римском Востоке, где они обслуживали молодежь со всех основных провинций. Слушатели ехали зачастую издалека, чтобы поучиться у великих софистов в Афинах, Антиохии, Константинополе и т. д.
Первоначально под здание школы Либания в Антиохии использовался храм Судьбы (храм Каллиопы, покровительницы города) (Lib. Or. XV, 79), в 354—362 гг. (Lib. Or. I, 102). В начале антиохийской карьеры, имея немного учеников, Либаний учил также и в собственном доме. Совет Антиохии обладал «крытым лекционным залом (Theatron) в четыре колоннады, которые окружали двор, который был превращен в сад» с деревьями различных видов (Or. 22.31). Либаний со временем стал использовать «театрон» как для декламаций его и его учеников, так и для обычного преподавания.
По письмам Либания мы можем составить представление о составе учеников, их семьях и происхождении, о формировании контингента «студентов», о составе преподавателей. В более чем 200 письмах содержится информация о преподавательской деятельности самого Либания. Количество одновременно обучающихся в годы расцвета школы составляло от 130 до 200 чел.
Либаний проявлял особую заботу о преподавательском составе своей школы, интересовался их жизнью и проблемами, старался им помочь как в профессиональной деятельности, так и в личной жизни. Из преподавательского состава по именам кроме Либания известны 5 педагогов: Юлий, Эвдемон, Гарпократион, Клеобул и Каллиопий (Ep. 454 от 355/356 г. упоминает первых трех).
Когда Либаний начал преподавать в Антиохии, он работал целый день, чтобы «пройти через всех» своих учеников, и хотя позже он приглашал ассистентов помощников, он утверждал, что полностью и постоянно контролирует обучение каждого студента (Or. 1.104 и Ep. 405.7). Он был, несомненно, в курсе способностей и достижений всех его учеников, а также много общался с их родителями. Среди учеников Либания (или студентов, частично учившихся у него) наиболее известны Иоанн Златоуст, Василий Великий, Григорий Богослов, ритор Афтоний, политики Фемистий, Леонтий  и, возможно, историк Аммиан Марцеллин.
Либаний полагал, что его риторическое искусство может оказывать значительное влияние на власти. Эта позиция, стимулирующая приток учеников в школу, была отражением реальности — во 2 пол. IV в. многие риторы и философы были рекрутированы в провинциальные и императорскую администрации именно благодаря своей профессиональной деятельности. В Orat., 55 Либаний превозносил студенту преимущества карьеры в качестве учителя риторики: «Как это здорово, управлять благородными молодыми людьми и видеть их совершенствование в риторике и переход к различным путям жизни! А как насчет почета, который получает каждый из них, и их отцы, от граждан и иностранцев? Преподаватели риторики уважаются всеми губернаторами, малыми и великими, и даже императорами» (23).

## Сочинения
Сочинения его многочисленны и ещё при жизни Либания были широко распространены.
От Либания дошли:
— 64 речи,
— 51 декламация,
— 1544 письма,
— 144 прогимнасмы (школьных риторических упражнений разных жанров),
— биография Демосфена и 57 введений (кратких изложений) его речей.
Речи касаются реальных фактов; часто они не произносились, а издавались автором или рассылались. Главные из них: Βασιλικός — панегирик императорам Константу и Констанцию, произнесённый в 348 году в Никомедии, Άντιοχικός — похвальное слово местоположению и жителям Антиохии, 6 речей в честь имп. Юлиана, 5 речей о мятеже антиохийцев и царственной милости Феодосия (387), речи о жалком положении тюрем, о содержании риторов, в защиту актёров пантомим и против недоброжелателей автора. Среди речей выделяется «Автобиография», имеющая значение важного исторического источника.
Интересны и многочисленные письма Либания, содержащие рекомендации, жалобы, советы и т. д.; они дают важный материал для понимания характера ритора и современной ему жизни. Часть писем в латинском переводе оказались подделкой эпохи Возрождения.
Эта огромная корреспонденция является, по-видимому, лишь незначительной частью всех писем, им написанных; она охватывает только 13 лет его долгой и деятельной жизни (355—363 и 388—393 гг.). Едва ли он вел переписку только в эти годы. Круг знакомств Либания очень широк, и тематика его переписки очень разнообразна — среди его корреспондентов есть и военные, и государственные деятели, и риторы, и писатели, и частные лица. Ряд писем обращен к христианским епископам и учёным. Стиль писем Либания легок и изящен, и чтение их приятно и занимательно. Отсутствие глубоких и детальных работ о них объясняется не только их огромным количеством, но и малой доступностью: до недавнего времени единственным их изданием оставался том 1738 г. (в два столбца с латинским переводом). Хотя при нём имеется хороший указатель имен, но сам текст не удовлетворяет современным требованиям. Издание всех произведений Либания R. Forster’ом стало стимулом к более тщательному изучению этого богатого материала.
Из коллекций прогимнасм — школьных образцов упражнений, составленных в прозе, которые сохранились от древности, коллекция Либания является крупнейшей. Progymnasmata Либания были, возможно, собраны и отредактированы после его смерти, и со временем включили progymnasmata ряда других авторов — его студентов и подражателей. В целом прогимнасмы можно считать самой первой, начальной формой обучения риторическому искусству, носящей наиболее дидактический (и догматический, стереотипный) характер. Лишь в полной мере овладев этим искусством, будущему ритору можно было переходить к более высокому уровню мастерства — составлению декламаций и речей.
Евнапий называл стиль речей Либания немощным, болезненным и неодухотворенным, однако Евнапий был ангажирован против Либания в пользу Проэресия в Афинах. Патриарх Фотий (IX в.) считал стиль речей Либания вымученным, но это вторичный источник. Оценивая стиль Либания сегодня, следует признать, что язык его писем и декламаций выше стиля речей, и в письмах Либаний порой поднимается до уровня высоких классических древних образцов. Интересно, что Либаний активно использует выражения Демосфена, но для современных ему реалий и должностей подбирает эквиваленты из аттического словаря демосфеновского времени. В целом стиль Либания неровен, бросается в глаза отсутствие систематического и последовательного мышления. В результате часто трудно понять, где он оценивает единичное, а где общее явление.
Сочинения Либания являются почти неисчерпаемым источником по истории, политической и культурной жизни как всей империи, так и города — крупного регионального центра Поздней античности, по истории школы, а также позволяют глубоко изучить личность интеллектуала этого переходного времени «из первых рук». В отличие от Августина и его «Исповеди» Либаний не стал христианином, но жанр автобиографии-исповеди в данную эпоху рождается почти одновременно на Востоке и Западе империи.
В отечественной историографии монографий и диссертаций, посвященных Либанию и его наследию, до настоящего времени нет.

## Влияние на позднейшую культуру
Либаний — один из героев пьесы Генрика Ибсена «Кесарь и Галилеянин», романа Д. С. Мережковского «Смерть богов. Юлиан Отступник», романа Гора Видала «Юлиан».

## Издания и переводы
Сочинения Либания по изданию Фёрстера:
- Vol. I pt. 1 (1903) Речи I—V
- Vol. I pt. 2 (1903) Речи VI—XI
- Vol. II (1903) Речи XII—XXV
- Vol. III (1903) Речи XXVI-L
- Vol. IV (1908) Речи LI-LXIV
- Vol. V (1909) Декламации I—XII
- Vol. VI (1911) Декламации XIII—XXX (с приложением направленной против Либаниевой декламации Григория Кипрского «Против коринфян», XIII век)
- Vol. VII (1913) Декламации XXXI-LI (с приложением декламации Григория Кипрского)
- Vol. IX (1927) Письма и издательские пролегомены к письмам.
- Vol. X (1921) Письма 1-839.
- В серии «Loeb classical library»:
  - Том I. № 451. Избранные речи. I. О Юлиане.
  - Том II. № 452. Избранные речи. II. Речи 2, 19-23, 30, 33, 45, 47-50.
  - Том III. № 478. Автобиография и избранные письма 1-50.
  - Том IV. № 479. Письма 51-193.
- Начато издание сочинений в серии «Collection Budé»: опубликованы 4 тома, речи 1-10 и 59 и избранные письма.
  - Libanios. Discours.
    - tome 1. autobiographie, discours, éd. et trad. J.Martin & P. Petit, Les Belles Lettres, 1979;
    - tome 2. discours 2-10, éd. et trad. J. Martin, Les Belles Lettres, 1988 ;
    - tome 4. discours 59, éd. et trad. P.-L. Malosse, Les Belles Lettres, 2003.

  - Libanios, Lettres aux hommes de son temps, textes choisis, traduits et commentés par B. Cabouret, Les Belles Lettres, 2000

ПЕРЕВОДЫ:
Речи (полные переводы):
- Речи Либания / Пер., вступ. ст. и прим. С. Шестакова. Казань, 1912—1916. (полный перевод всех речей)
  - Т. 1. 1912. XC, 526 с.; Т. 2. С указателями. 1916. 572 с.
- Либаний. Речи / Пер. С. П. Шестакова под ред. М. Ф. Высокого. СПб.: Квадривиум, 2014. В 2 тт.: том 1: 762 с.; том 2: 760 с. (полный перевод всех речей в новой орфографии).

Переводы отдельных речей и отрывки:
- Либаний. Выдержки из речей // Ранович А. Б. Античные критики христианства. М., 1935. переизд.: М., 1990. С. 436—446.
- Либаний. Моя жизнь, или О моей судьбе (I). Хвалебная речь в честь Антиохии (XI) // Поздняя греческая проза / Сост. С. Поляковой. М.: ГИХЛ, 1961. С. 581—596.
- Либаний. О жадности (VI). О рабстве (XXV). К антиохийцам в защиту риторов (XXXI). К тем, кто не хочет выступать с речами (XXXV). Монодия на храм Аполлона в Дафне (LX) / Пер. М. Е. Грабарь-Пассек // Памятники позднего античного ораторского и эпистолярного искусства / Отв. ред. М. Е. Грабарь-Пассек. М.: Наука, 1964. С. 50-79.
- Либаний. Надгробное слово по Юлиану / Пер. Е. Рабинович // Ораторы Греции. М.: Худож. лит., 1985. С. 354—413.
- Либаний. Речи XIX—XXIII / Пер. И. Ю. Шабага // АРИСТЕЙ. Вестник классической филологии и античной истории. Том XI. М., 2015. С. 160—232 (речи, образующие цикл о Бунте статуй в Антиохии 387 г.).
- Norman A. F. Libanius selecred works. Cambridge Mass., 1969.

Декламации:
- декл. 1 (Апология Сократа): Либаний. Апология Сократа / Пер. М. А. Райциной // Суд над Сократом / Сост. А. В. Кургатников. СПб.: Алетейя, 1997.
- декл. 28 — Поздняя греческая проза / Пер. М. Е. Грабарь-Пассек. М.: ГИХЛ, 1961. С. 596—604.
- декл. 26, 29 — Памятники позднего античного ораторского и эпистолярного искусства / Отв. ред. М. Е. Грабарь-Пассек. М.: Наука, 1964.
- Russel D. Imaginary Speeches: A Selection of Declamations of Libanius. Duckworth, 1996 (декл. 1, 2, 6, 12, 22, 25, 26, 27, 31, 32, 33, 39, 42).
- в других английских переводах — Johansson 2006, Heath 1995, Ogden 2002 (декл. 9, 10, 36, 41, 44).

Письма:
- Либаний. Письма к Юлиану, Модесту, Фемистию / Пер. М. Е. Грабарь-Пассек // Памятники позднего античного ораторского и эпистолярного искусства / Отв. ред. М. Е. Грабарь-Пассек. М.: Наука, 1964. С. 164—170.
- Bradbury, Scott. Selected Letters of Libanius from the Age of Constantius and Julian. Liverpool, 2004 (183 письма).
- Cribiore, Raffaella. The School of Libanius in Late Antique Antioch. Princeton: Princeton University Press, 2007. P. 233—321 (206 писем).
- Pellizzari A. Maestro di retorica, maestro di vita: le lettere teodosiane di Libanio di Antiochia. Roma, 2017 (273 письма с итал. переводом: 840—1112).

Прогимнасмы:
- Libanius’s progymnasmata: model exercises in Greek prose composition and rhetoric / translated with an introduction and notes by Craig A. Gibson. Atlanta: Society of Biblical Literature, 2008.

Введения в речи Демосфена:
- Libanius, Hypotheses to the Orations of Demosthenes / Transl. by Craig A. Gibson. Atlanta, 2003.